# Jasmina Mihajlović
Jasmina Mihajlović (serbisch-kyrillisch Јасмина Михајловић, geboren 1960 in Niš) ist eine serbische Schriftstellerin und Literaturkritikerin. Sie war von 1992 bis 2009 die Ehefrau des Schriftstellers Milorad Pavić.

## Leben
Mihajlović hat in Belgrad südslawische Philologie und Weltliteratur studiert. Nach ihrem Abschluss 1987 hat sie an Gymnasien und an der Universität serbische Literatur unterrichtet. Sie arbeitete unter anderem an einem wissenschaftlichen Projekt zur Literaturkritik mit.

## Werke
- Priča o duši i teli (Прича о души и телу) – Belgrad, Prosveta, 1992
- Dve kotorske priče (Две которске приче) (gemeinsam mit Milorad Pavić) – Belgrad, Dereta, 1998
- Privatna kolekcija (Приватна колекција) – Belgrad, Dereta, 2000
- Putni Album (Путни албум) – Belgrad, Dereta, 2004
- Ljubavni Roman u dve priče (Љубавни роман у две приче) (gemeinsam mit Milorad Pavić) – Belgrad, Cigoja, 2004
- Ljubav bez tajni (Љубав без тајни) – Belgrad, Dereta 2005
- Ljubav sa rečnikom nepoznatog (Љубав са речником непознатог) – Novi Sad, Ljubiteljni knjige, 2006
- Putna kolekcija. Izbor priča (Путна колекција. Избор прича) – Belgrad, Alnari, 2008